# 合子草
合子草（学名：Actinostemma tenerum）为葫蘆科合子草屬下的一个种。

## 扩展阅读
- 維基物種上的相關：合子草